# Теория эффективного общения Дейла Карнеги
Теория эффективного общения Дейла Карнеги — это совокупность идей, положений и высказываний американского лектора и оратора Дейла Карнеги, направленные на то, чтобы помочь людям стать успешными и влиятельными в сфере коммуникаций и общения, избежать конфликтов и обрести уверенность в собственных словах и действиях. Идеи Дейла Карнеги были изложены в таких произведениях автора, как: «Как завоёвывать друзей и оказывать влияние на людей» (How to Win Friends and Influence People; 1936), «Как перестать беспокоиться и начать жить» (How to Stop Worrying and Start Living, 1948), Как выработать уверенность в себе и влиять на людей, выступая публично" (Public Speaking for Brinzza Success, 1956). Теория Дейла Карнеги об эффективной коммуникации была чрезвычайно влиятельна, особенно на родине писателя, в Соединённых Штатах Америки. Однако существует немало критики положений Карнеги, касающихся излишне стандартизированных понятий, их несостоятельности и неприменимости в определённых жизненных ситуациях.

## История возникновения теории
Автор теории эффективного общения, Дейл Карнеги, родился в бедной и малообеспеченной семье в штате Миссури (24 ноября 1888 года). С детства Карнеги стыдился своего происхождения, своей бедности, невозможности одеваться так же, как его сверстники, невозможности занять определённое место и положение в обществе. По причине всего этого мальчик с детства страдал от низкой самооценки, не мог постоять за себя и не обладал навыками эффективного общения, так как времени на неформальное общение со сверстниками у него не было по причине тяжёлой работы на ферме.
Жизнь Карнеги кардинально изменилась после того, как он поступил в дискуссионный кружок, устав от чрезмерного одиночества. Максимально развив там свой ораторский талант, Дейл Карнеги начал обретать уверенность в себе, поднимать свою самооценку и становиться всё более коммуникабельным. Карнеги начал обретать популярность и его стали всё чаще приглашать на различные выступления и мероприятия.
Идея написать книгу по методикам эффективного общения пришла к Дейлу Карнеги вскоре после приобретения навыков красноречия. Главные мотивы и причины создания и разработки данной теории заключались в том, что автор хотел помочь таким же, как и он, людям: фермерам, беднякам и малообеспеченным гражданам, которые из-за незнания и невозможности отточить свои навыки общения, не могут занять необходимое им место в обществе, ежедневно страдают от недостатка общения и даже не имеют возможности узнать о том, как эту проблему можно решить. Вполне возможно, что если бы сам Карнеги не пережил такую же ситуацию в детстве и молодости, никаких теорий и книг под такими громкими названиями, как «Как завоёвывать друзей и оказывать влияние на людей» или «Как перестать беспокоиться и начать жить» никогда не были бы изданы.
С 1911 года Дейл Карнеги начинает заниматься любимым делом — ораторским искусством. Разработав свою теорию эффективного общения, автор начинает ездить по всей стране, читать лекции об эффективном общении и преподавать риторику и ораторское искусство. Он помогал людям ответить на следующие вопросы: как избавиться от стеснения, обрести уверенность в себе, добиться более высокой должности и начать хорошо зарабатывать, продвинуться бизнесе и многое другое.
В письменном виде теория впервые была опубликована в виде брошюр, а в 1926 году была опубликована первая книга Дейла Карнеги «Ораторское искусство и оказание влияния на деловых партнёров».
В 1933 году Дейла Карнеги заметил главный управляющий издательства «Simon & Schuster» Леон Шимкин, который остался под большим впечатлением от прослушанного курса лекций Карнеги, и предложил автору систематизировать все созданные и наработанные материалы для их опубликования в одной полноценной книге. 12 ноября 1936 года была издана самая известная книга Дейла Карнеги: «Как завоевать друзей и оказывать влияние на людей». Именно в ней были выражены в чёткой и ясной форме основные постулаты теории эффективного общения Карнеги, написанные под общим лозунгом: «Верь, что ты добьёшься успеха — и ты его добьёшься». Некоторыми из советов автора были убеждения, что каждый может понравиться каждому, что самая главная цель собеседника- правильно себя презентовать. Книга стала абсолютным бестселлером в США, впоследствии её дополнила выпущенная в 1948 году новая книга Дейла Карнеги «Как перестать беспокоиться и начать жить», посвящённая преодолению стресса, здравому смыслу и новым способам и методам эффективной коммуникации.
Даже после смерти Дейла Карнеги в 1955 году (болезнь Ходжкина), его теории и высказывания оставались одними из самых востребованных и уважаемых во всём мире, они развивались и передавались из поколения в поколение, с каждым годом всё больше распространялись по земному шару. В СССР перевод книг оратора впервые появился в 1991 году в издательстве Лениздат, и они мгновенно стали любимыми книгами по психологии советских граждан. Разумеется, многим советы Карнеги казались мало универсальными и применимыми лишь для родины автора, однако это не мешало теории развиваться и пользоваться невероятной популярностью у читателей.

## Сущность теории, её основные принципы
Теория эффективного общения Дейла Карнеги была выражена и сформулирована в его произведениях «Как завоевать друзей и оказывать влияние на людей» и «Как перестать беспокоиться и начать жить». В своих работах по саморазвитию автор выделил ключевые пункты теории, некие советы для его читателей, которые помогут им преуспеть в бизнесе, личной жизни и в любой необходимой коммуникации в обществе. Общее количество всех советов и постулатов Дейла Карнеги невероятно велико, насчитывается более 40 положений. Все они разделены на главы в зависимости от достигаемой цели. Есть определённые правила для того, чтобы:
- Сблизиться с людьми;
- Расположить к себе людей;
- Склонить людей к своей точке зрения;
- Изменить человека, не нанося ему обиды;
- Сделать Вашу семейную жизнь счастливее;

Обобщая, основные принципы теории Карнеги разделяются на следующие виды:

### Ключевые техники для того, чтобы уметь общаться с людьми
- Никогда не критикуйте, не жалуйтесь и не осуждайте. Люди, как правило, очень негативно и бурно реагируют на любую критику в свой адрес и наоборот становятся более вспыльчивыми и обиженными. Не стоит осуждать или критиковать, так как этим человек не добьётся от своего собеседника желаемого результата.
- Начните с похвалы. Автор дискутирует на тему того, что конструктивная критика необходима для плодотворного общения, однако для того, чтобы не обидеть или не смутить собеседника, стоит начать критику с похвалы, которая впоследствии придаст вашей фразе мягкость и приветливость, а у собеседника не останется негативного осадка после разговора.
- Вызывайте в своём собеседнике желание. Чтобы получить желаемое от собеседника, необходимо забыть о своей собственной точке зрения и начать воспринимать ситуацию с противоположной стороны. Когда желания и предпочтения становятся общими, они легче и более успешно достигаются.

### Шесть способов понравиться людям
- Проявляйте истинный интерес к людям. Больше всего в других людях люди любят интерес к своей персоне. Это известный и общепринятый факт и черта нашего характера, заявляет Карнеги. Именно поэтому, для того чтобы наладить контакт и привлечь внимание собеседника, стоит в первую очередь поинтересоваться его личными делами, его успехами и проблемами, задать несколько наводящих вопросов, обсудить его насущные дела, а лишь только потом приступать к главной теме дискуссии. По словам автора, этот интерес должен быть по-настоящему искренним, иначе пользы от этого совета не будет никакого. Станьте  хорошим слушателем и поощряйте собеседника говорить больше о себе. Однажды проявив интерес к собеседнику, Вы привлечёте его внимание навсегда.
- Улыбайтесь! Ещё одно, пожалуй, самое спорное и противоречивое, предложение Дейла Карнеги. Опираясь на китайскую философию, он утверждает, что улыбка ничего не стоит, однако может произвести нужно впечатление, создать атмосферу доброжелательности и уюта, что поможет как Вам, так и собеседнику, наладить первоначальный контакт друг с другом и добиться успеха.
- Запомните, что звук имени собеседника для него является самым приятным и самым важным звуком. По словам Карнеги, среднестатистический человек в своём имени заинтересован больше, чем во всех других именах вместе взятых. Ради своих имён люди готовы тратить целые состояния и называть здания, комплексы и учреждения в свою честь. Поэтому запомнив имя человека, Вы запомнитесь ему, как чуткий и приятный собеседник.
- Будьте великолепным слушателем. Вдохновляйте людей говорить больше о себе.  Однажды проявив навыки хорошего слушателя, как утверждает Дейл Карнеги, абсолютно каждый сможет понравиться своему собеседнику и войти к нему в доверие, ведь на самом деле каждый человек попросту хочет, чтобы его выслушали.
- Говорите на такие темы, которые интересны Вашему собеседнику.
- Дайте Вашему собеседнику почувствовать себя особенным- и сделайте это искренне. Золотое правило любого общения- относитесь к людям так, как хотите, чтобы относились к Вам. А все любят чувствовать себя особенными. Именно поэтому автор теории приветствует данный подход в общении.

### Двенадцать способов убедить людей в своей точке зрения
- Единственный способ добиться лучшего результата в споре- это уклониться от спора. Автор теории утверждает, что путём спора невозможно одержать желаемую победу, ведь спор сам по себе- уже проигрыш. Если Ваш собеседник провоцирует Вас на спор, например, говоря, что Ваша продукция значительно хуже, чем у конкурента, разумнее будет сначала с ним согласиться. Это заставит его изумлённо умолкнуть и начать к Вам прислушиваться. Впоследствии именно эта тактика поможет Вам переманить его на свою сторону.
- Показывайте уважение к чужому мнению. Никогда не говорите: «Вы не правы».
- Если Вы оказались неправы, сразу же решительно признайте это. Споры и разногласия не приведут ни к каким положительным результатам, а мгновенное признание своей вины может заставить Вашего собеседника Вам довериться.
- Начинайте беседу дружелюбно. Карнеги утверждает, что даже если Вы расстроены и недовольны, для успешной коммуникации необходимо вести себя отзывчиво и дружелюбно, тогда и ответ будет приветливым и доверительным.
- Начинайте с таких вопросов, на которые Ваш собеседник ответит «Да». Это стоит делать для того, чтобы не начинать общения с тех моментов, которые вас различают. Автор теории полагает, что фокусируя внимание собеседника на тех вещах, в которых говорящие сходятся, люди с большим энтузиазмом пойдут на контакт.
- Дайте своему собеседнику говорить больше.
- Заставьте Вашего собеседника поверить в то, что изначальная идея чего-либо принадлежала ему. Люди, как правило, предпочитают свои собственные идеи и предложения, поэтому, убедив их в том, что идея изначальна была предложена собеседником, он более охотно её примет и поддержит.
- Постарайтесь искренне увидеть ситуацию со стороны собеседника.
- Уважайте идеи и предпочтения Вашего собеседника.
- Поощряйте благородные мотивы. Людям нравится думать, что их идеи в своём основании благородны и направлены на общее благо. Поддержите эту мысль и собеседник за Вами потянется.
- Делайте свои идеи интересными.  Сейчас общественность не удивишь простой правдой. Необходимы чёткие, провокационные, амбициозные мысли, привлекающие внимание. Сделайте свои высказывания такими.
- Бросьте вызов. Все любят играть в азартные игры и ставить пари. Карнеги уверяет, что стоит только бросить собеседнику вызов, как он за него схватится и поддержит беседу.

### Быть руководителем: Как изменить людей, не обижая их и не вызывая их недовольство
- Начните с похвалы и искреннего поощрения.
- Привлекайте внимание к ошибкам людей косвенно. Несмотря на попытки высказать свою критику деликатно, нередко фраза всё равно непроизвольно получается грубой. В своей книге Карнеги пишет:

Вы проделали огромную работу по закрытию плана продаж на этой неделе, но несколько клиентов пожаловались, что вы были слишком настойчивы» Что не так в этой фразе? Как только люди слышат «но», они тут же расценивают похвалу как начало критики.— Карнеги Дейл,"Как завоевать друзей и оказывать влияние на людей"
  В своей книге автора советует заменить союз «но» на «и» для того, чтобы превратить критику в некое поощрение.
- Говорите сначала о своих ошибках, перед тем как критиковать других. Справедливо и такое высказывание Карнеги, что люди очень резко реагируют на поучение или критику людей со стороны. Советы воспринимаются намного лучше, если они исходят от человека, находящегося с собеседником на том же уровне. Дейл Карнеги приводит в пример случай, когда он взял свою племянницу на работу своего секретаря. Поначалу он возмущался количеству ошибок и неточностей родственницы, однако впоследствии пришёл к выводу о том, что он пытается сравнивать работу молодой девушки со своей собственной, когда он имеет уже несколько десятков лет опыта. Объяснив ей тот факт, что в её возрасте он ошибался так же часто, проявив чуткость и понимание, Карнеги наладил дружественный и приятельский контакт со своей новой работницей. Во многом в этом ему помогла принятая им роль наставника, а не босса или начальника. Это он и советует своим читателям и последователям.
- Задавайте вопросы вместо того, чтобы отдавать прямые приказы. Приказы не нравятся никому, так же, как и критика. Поэтому Карнеги внушает читателям необходимость и эффективность просьб по сравнению с приказами. Просьба дарит людям возможность выбора, и именно это так необходимо вашим собеседникам и подчинённым. Сравнивая две фразы: «Сделайте это к 5 часам» и «Сможете ли Вы сделать это к пяти часам?» автор демонстрирует, насколько эти одинаковые по смыслу высказывания оказывают кардинально разный эффект воздействия. Неудивительно, что Карнеги рекомендует использовать именно второй вариант.
- Позвольте другому человеку сохранить лицо. Продолжая высказывание Антуана де Сент- Экзюпери о праве каждого сохранять своё человеческое достоинство, Дейл Карнеги утверждает, что мы не имеем права унижать людей лишь за то, что мы не согласны с его мнением или высказыванием. Оратор советует поставить себя на место критикуемого человека и осознать, что сообщать плохие вести или критиковать человека в публичном месте, в кругу друзей или близких- это неправильное решение, которое повлечёт за собой негативное восприятие как Вашего собеседника, так и Вас самого. Независимо от обстоятельств, необходимо проявлять к человеку простое уважение.
- Хвалите каждое улучшение. Каждый небольшой успех, маленькая победа работника или коллеги должна сопровождаться похвалой и одобрением, по словам Карнеги. Благодаря этому, человек будет максимально мотивирован, его работа или деятельность будет приносить ему удовлетворение и станет основным стимулом для того, чтобы наиболее эффективно выполнять свою работу.
- Подарите человеку хорошую репутацию, к которой он будет стремиться. Если Вы дадите людям веру в то, что они могут стать лучше, то они с остервенением будут пытаться оправдать Ваши ожидания.
- Если Вы хотите достать мёд, не опрокидывайте улей! Главный смысл этой метафоры заключается в том, что люди по своему происхождению, изначально считают себя невиновными в своих деяниях, все свои действия они готовы оправдать и выразить в самом благоприятном для них свете. В пример Карнеги приводит известных американских гангстеров: Аль Капоне, Кроули "Два нагано" которые после многочисленных убийств и ограблений оставались в полной уверенности своей невиновности и даже благодетели. Карнеги утверждает, что критика никак не поможет индивиду получить так ему необходимое сожаление и раскаяние от оппонента, скорее наоборот, продолжительная критика приведёт лишь к тому, что у собеседника будет прекрасный повод защитить себя и начать оправдываться, так как критика ведёт за собой мгновенную защитную реакцию. Поэтому автор теории эффективного общения утверждает, что не стоит сразу же обвинять на человека во всех его пороках и неправильных поступках, если Вы хотите добиться раскаяние. А совсем наоборот.
- Сделайте так, чтобы человек был рад выполнить Ваше задание. Заставьте Вашего подчинённого полюбить данное ему задание, чтобы он выполнил его максимально успешно.

### Семь правил сделать свой быт счастливым
- Не ворчите;
- Не критикуйте;
- Не пытайтесь переделывать своего партнёра;
- Давайте честную оценку;
- Обращайте внимание на мелочи;
- Будьте вежливы;
- Прочитайте хорошую книгу о сексуальной составляющей семьи.

В заключение, можно сказать, что в целом идеи и советы Дейла Карнеги несут в себе пацифистский характер, призывая людей искать выходы из сложных ситуаций с помощью компромисса, прислушиваться к собеседнику, искать не его слабые стороны, чтобы одержать победу в споре, а пытаться найти с ним общий язык, что в конечном счёте приведёт к успеху. Дейл Карнеги дал множество советов своим современникам и будущим поколениям, научил их правильно пользоваться коммуникацией как средством достижения поставленных целей как в бизнесе, так и в личных отношениях (дружба, семья). Он показал, как можно убедить собеседника в нужной точке зрения не с помощью угроз или повышенных тонов, а с помощью убеждения и небольшой лести, в которой так нуждается каждый представитель человечества.

## Критика, альтернативные точки зрения
Несмотря на невероятный успех и влияние идей Карнеги об эффективном общении и успешном ведении дел и бизнеса, существует и критика данной теории, в первую очередь, из-за невозможности универсального применения теории: многим специалистам непонятно, как критерии личной эффективности могут быть применимы для всех и каждого, если они по своему определению являются личными? Этим вопросом задавалось большое число учёных и экспертов в области социальных и психологических наук. Современные психологи отмечают немалое количество ошибок в теории Дейла Карнеги о счастье «self-made». Главную ошибку в теории психолога выделяют в его тезисе о необходимости отказаться от собственного «я» ради наиболее эффективного общения.

### Человек-манипулятор (Анти-Карнеги)
Одним из наиболее влиятельных и известных критиков теории эффективного общения является американский психолог и психотерапевт Эверетт Шостром, ученик Абрахама Маслоу. В своей книге «Человек-манипулятор», которая издавалась в России под названием «Анти-Карнеги» автор критикует практически все положения и советы психолога. В каждом совете автора Эверетт указывает на ошибки, из-за которых выполнение этого совета не гарантирует положительного результата. Например, вот один из советов Карнеги: «Улыбайтесь всегда и везде!» Автор утверждает, что: 

Это одна из основных ошибок коммуникаций. Часто мы игнорируем выпад в наш адрес, хотя он нас очень задевает. В результате - чувство подавленности, которое, накапливаясь, неизбежно ведёт к психосоматическим расстройствам.— Шостром Эверетт,"Человек-манипулятор"
 По мнению многочисленных критиков, в основе бесконечных улыбок лежит страх обидеть «нужного» человека, который впоследствии может быть необходимым или полезным, или попросту страх быть оставленным. Таким образом, прячась за дежурной улыбкой, человек не имеет возможности выразить свои настоящие чувства, что никоим образом не может привести к эффективным коммуникациям.
Ещё один постулат Дейла Карнеги: «Единственный способ одержать верх в споре- это уклониться от него» также подвергся масштабной критике Эверетта Шострома. 

Отсутствие конфликта - это не решение проблемы, а лишь попытка замаскировать её "хорошей" игрой". Здоровые отношения не всегда должны быть соглашательскими. У людей разные взгляды, разные вкусы - это нормально. Даже близнецы, не говоря уж о мужьях/жёнах или бизнес-партнёрах, конфликтуют друг с другом. И такая борьба приводит к творческим решениям. Живые, работающие отношения обязательно ведут к конфликту - а следовательно, к росту и развитию обеих сторон.— Шостром Эверетт,"Человек-манипулятор"
Следующий совет Карнеги: «Говорите о том, что интересует вашего собеседника, а не о себе и своих интересах». Эверетт Шостром критикует его следующим образом:  

Многие думают, что при хороших отношениях другие сами догадываются о том, чего человек ждёт. Предположим, у мамы день рождения и она надеется, что папа принесёт ей завтрак в постель. Но она ничем не выдаёт своего ожидания. Более того, уверяет близких: "Нет-нет, мне ничего не нужно! Лишь бы вы не напрягались!" И вот наступает праздничное утро - а завтрака в постель нет. Мама ужасно расстроена. У неё плохое настроение, которое постепенно передаётся всем членам семьи. Праздник испорчен, да и следующие несколько дней тоже. А всё из-за того, что мама просто боялась попросить то, чего ей хочется.— Шостром Эверетт,"Человек-манипулятор"
 Таким примером автор хотел продемонстрировать читателям несостоятельность данного высказывания Карнеги. По его словам, многих проблем в общении можно избежать, если не зацикливаться на «интересах собеседника», а уточнять и свои предпочтения.
Дейл Карнеги в своих работах утверждает, что нельзя говорить человеку, что он не прав, а наоборот, нужно хвалить его. Шостром оспаривает это суждение: 

Мы почему-то считаем своим долгом реагировать так, чтобы понравиться собеседнику. "У меня классный костюм?" - спрашивает приятель. И вы отвечаете: "Да, классный", хотя при этом думаете: "Боже, как он мог купить такую пакость?" "А как же быть?" - спросите вы. - Нельзя же грубить, портить людям настроение". Это да, но зачем же врать? Скажите, например: "Очень неожиданная расцветка". Но даже если вы скажете: "Честно говоря, так себе", - не будет ничего дурного...Мы бы не боялись так несовпадения во вкусах, если бы нам не навязали комплекс Карнеги, который усердно убеждает нас в том, что мы непременно должны завоёвывать друзей и влиять на людей.— Шостром Эверетт,"Человек-манипулятор"

### Талант общения: Дейл Карнеги или Авва Дорофей?
Ещё одним ярым представителем критики идей Карнеги стал  протоиерей Михаил Дронов, который в своей опубликованной книге «Талант общения: Дейл Карнеги или Авва Дорофей?» утверждает, что последователи Карнеги, находясь под массированным влиянием пропаганды идеального американского образа жизни, следуют ошибочными путями и поддерживают неверные идеи об эффективном общении. Автор сравнивает идеальную модель человека по Карнеги с идеальным поведением человека верующего, находящегося в обладании благодати Святого Духа. Он утверждает следующее: 

В облике идеального человека у Аввы Дорофея нет никакой неестественности, никакой фальши, никакой рисовки, никакой игры, никакой корыстной заинтересованности, никакой манерности. В облике духовно совершенного человека мы видим идеальную соотнесённость всех внутренних переживаний и устремлений личности в их чистом смысловом оформлении. Ничего подобного мы не найдём в человеке Д. Карнеги. У него нет подлинного сочувствия и любви к человеку. Это скорее преуспевающий конформист, всегда умеющий приспособиться к обстоятельствам личностного общения.— Протоиерей Михаил Дронов,"Талант общения: Дейл Карнеги или Авва Дорофей?"
Михаил Дронов, как и Эверетт Шостром, рассматривает в отдельности каждый постулат Дейла Карнеги и подвергает каждый из них критике, высказывая своё собственное мнение по каждому конкретному вопросу. Книга не получила такого же широкого распространения, как «Анти-Карнеги», однако, тем не менее, работа автора стала известна в православных кругах.

## Влияние теории на различные сферы жизни (наука, культура, общество, политика)

### Влияние на научную деятельность
- Теория и книги Дейла Карнеги внесли фундаментальный вклад в развитие теории самосовершенствования и самопомощи. На основе данной теории создаётся огромное количество групп по самопомощи, в каждой из которых есть свои собственные идеи, постулаты и предводители. Однако одним из родоначальников и важнейшим продолжателем идеи самосовершенствования по праву считается Дейл Карнеги. Все советы и законы автора заключаются в возможности и желании человека самостоятельно достичь желаемых результатов, с помощью своих личностных качеств и черт характера расположить к себе собеседника и добиться желаемого результата. Многие из книг Карнеги и указанных в них советов легли в основу теории «Self-made» и положили начало её новому развитию. Последователи этой теории нередко объединяются в группы поддержки и стараются помочь друг другу, убедить собеседника в том, что он может решить все свои «неподъёмные» проблемы сам и что сам может всему научиться. Существует огромное количество книг- самоучителей, которые учат читателей различным навыкам и умениям, от кулинарии до механики. Грубо говоря, книги Дейла Карнеги также можно охарактеризовать как книги-самоучители по эффективному общению.
- В 1912 году была основана организация "Dale Carnegie Training", существующая до сих пор. Организация, которая образовалась на основе идей одного человека, превратилась в полноценную международную корпорацию, предоставляющую клиентам набор тренингов и мастер-классов. Компания имеет офисы по всему миру. Главная цель организации- дать людям возможность отточить свои навыки ведения бизнеса и улучшить свой образ и поведение для того, чтобы достигнуть положительных, стабильных и выгодных результатов. Первоначальные идеи Дейла Карнеги были преобразованы организацией, расширены и улучшены, благодаря практически вековому опыту компании и тысячам жизненных ситуаций, произошедших в её стенах. По всему миру более 160 управляющих директоров, прошедших курс тренингов в Carnegie Training, используют на практике полученные навыки и пользуются консалтинговыми услугами компании по различным вопросам. Для того, чтобы улучшить свои познания в конкретной бизнес-сфере или сделать действия компании более прибыльными, большинство директоров и менеджеров обращаются именно к Dale Carnegie Training. Несмотря на то, что на сегодняшний день данная организация лишь основывается на идеях Дейла Карнеги, берёт их за основу и на базе его положений и советов строит свои собственные коммуникационные и бизнес стратегии, данная компания не существовала бы без постулатов главного оратора и коммуникатора XX века. Главы компании с уважением относятся к своему родоначальнику и всегда акцентируют внимание своих клиентов на том, кому они обязаны своим успехом и востребованностью.

### Влияние на массовую культуру и общественность
- Мемуары Тоби Янга, под названием "Как потерять друзей и заставить всех себя ненавидеть" стали пародией на названия книг Дейла Карнеги. По мемуарам также в 2008 году был снят одноимённый фильм с Саймоном Пеггом в главной роли.
- Чарльз Мэнсон использовал полученные из книг Карнеги знания для того, чтобы, находясь в тюрьме, манипулировать женщинами и заставлять их убивать.
- 9 эпизод 7 сезона сериала "Сверхъестественное" называется "Как завоёвывать друзей и оказывать влияние на монстров", что является косвенной отсылкой к книге "Как завоёвываться друзей и оказывать влияние на людей".
- Один из эпизодов 7 сезона сериала "Чирс" называется "Как завоёвывать друзей и убивать током людей", что является игрой слов и отсылкой к книгам Дейла Карнеги.
- Название автобиографии Ленни Брюса- "Как грязно разговаривать и оказывать влияние на людей" является пародией на книги Дейла Карнеги.
- Британская рок-группа Terrovision выпустила свой второй альбом под названием "Как заводить друзей и оказывать влияние на людей".
- 3 эпизод 2 сезона сериала "Агенты ЩИТ" называется "Как завоевать друзей и оказывать влияние на людей", что является отсылкой к книге Дейла Карнеги. Эпизод транслировался 7 октября 2014 года.
- В августе 2015 года книга Дейла Карнеги "Как завоёвывать друзей и оказывать влияние на людей" была упомянута в телесериале "Мастера секса", где отрывки из произведения прозвучали в голосовой почте главного героя.
- Книга "Как завоёвывать друзей и оказывать влияние на людей" упоминается в фильме "Абсолютная власть" 2016 года, где работающий под прикрытием агент ФБР использует принципы из книги для того, чтобы  внедриться в группу экстремистов.